# Штоф, Вилли
Ви́лли Штоф (нем. Willi Stoph; 9 июля 1914, Шёнеберг (ныне часть Берлина) — 13 апреля 1999, Берлин) — немецкий государственный, политический и военный деятель, генерал армии (1959). В 1964—1973 и 1976—1989 гг. — председатель Совета министров ГДР. В 1973—1976 гг. — председатель Государственного совета ГДР. В 1953—1989 гг. — член Политбюро ЦК СЕПГ. Герой ГДР (1984) и трижды Герой Труда ГДР (1955, 1964, 1979).
Принадлежал к ближайшему окружению Эриха Хонеккера. После революции 1989 года и воссоединения Германии привлекался к уголовной ответственности и был освобождён от ответственности по состоянию здоровья.

## Компартия, вермахт, плен
Родился в рабочей семье, в юности работал каменщиком. С 1928 года состоял в Коммунистическом союзе молодёжи Германии. В 1931 году вступил в Коммунистическую партию Германии. После прихода к власти нацистов некоторое время участвовал в подпольном движении Сопротивления. В 1935 году был призван на службу в вермахт, до 1937 года служил в артиллерийском полку. Затем работал в Берлине инженером архитектурной фирмы.
В 1940 году Вилли Штоф был повторно призван на службу в вермахт. Воевал на Восточном фронте, на территории СССР. В 1942 году был ранен, награждён Железным крестом. В 1945 году взят в плен советскими войсками. Прошёл курс в «антифашистской школе» для военнопленных, подготовлен к занятию административных должностей в советской оккупационной зоне.

## В руководстве СЕПГ и ГДР

### На экономических должностях
Выйдя из плена, Штоф вновь примкнул к КПГ, получил должность руководителя промышленно-строительного отдела в столичном партаппарате. С 1945 года возглавлял ряд отделов Немецкого центрального управления промышленности (исполнительный орган под контролем Советской военной администрации, на базе которого после создания ГДР в 1949 году было создано несколько промышленных министерств). В 1948 году возглавил управление экономической политики в центральном аппарате СЕПГ. В 1950—1952 годах — председатель экономического комитета Народной палаты ГДР, директор экономического управления Совета министров ГДР.
С 1950 года являлся членом ЦК СЕПГ, в составе которого оставался до падения режима в ноябре 1989 года.

### Во главе силовых структур
Несмотря на первоначально экономический профиль руководства, Вилли Штоф сыграл важную роль в формировании силовых структур ГДР: армии, полиции, госбезопасности. С мая 1952 по июнь 1955 года Штоф занимал пост министра внутренних дел. Активно участвовал в подавлении народных волнений 17 июня 1953 года прошедших по всей ГДР. Именно после этого был введён в состав Политбюро ЦК СЕПГ.
В 1955 году получил воинское звание генерал-полковника. Координировал деятельность Народной полиции, МГБ и ведомства ядерной энергетики ГДР.
В 1956—1960 годах занимал должность министра национальной обороны ГДР. С 1959 года — генерал армии. Входил в состав Национального совета обороны. Был заместителем главнокомандующего Объединёнными вооружёнными силами Организации Варшавского договора.

### Руководитель правительства и Государственного совета
В 1954—1964 годах являлся заместителем председателя Правительства ГДР, курировал выполнение партийных решений государственными органами. В 1964 году сменил покойного Отто Гротеволя на посту председателя правительства ГДР, тогда же переименованного в Совет министров. Оставил этот пост в 1973 году, возглавив после смерти Вальтера Ульбрихта Государственный совет ГДР (таким образом, формально Вилли Штоф занял пост главы государства).

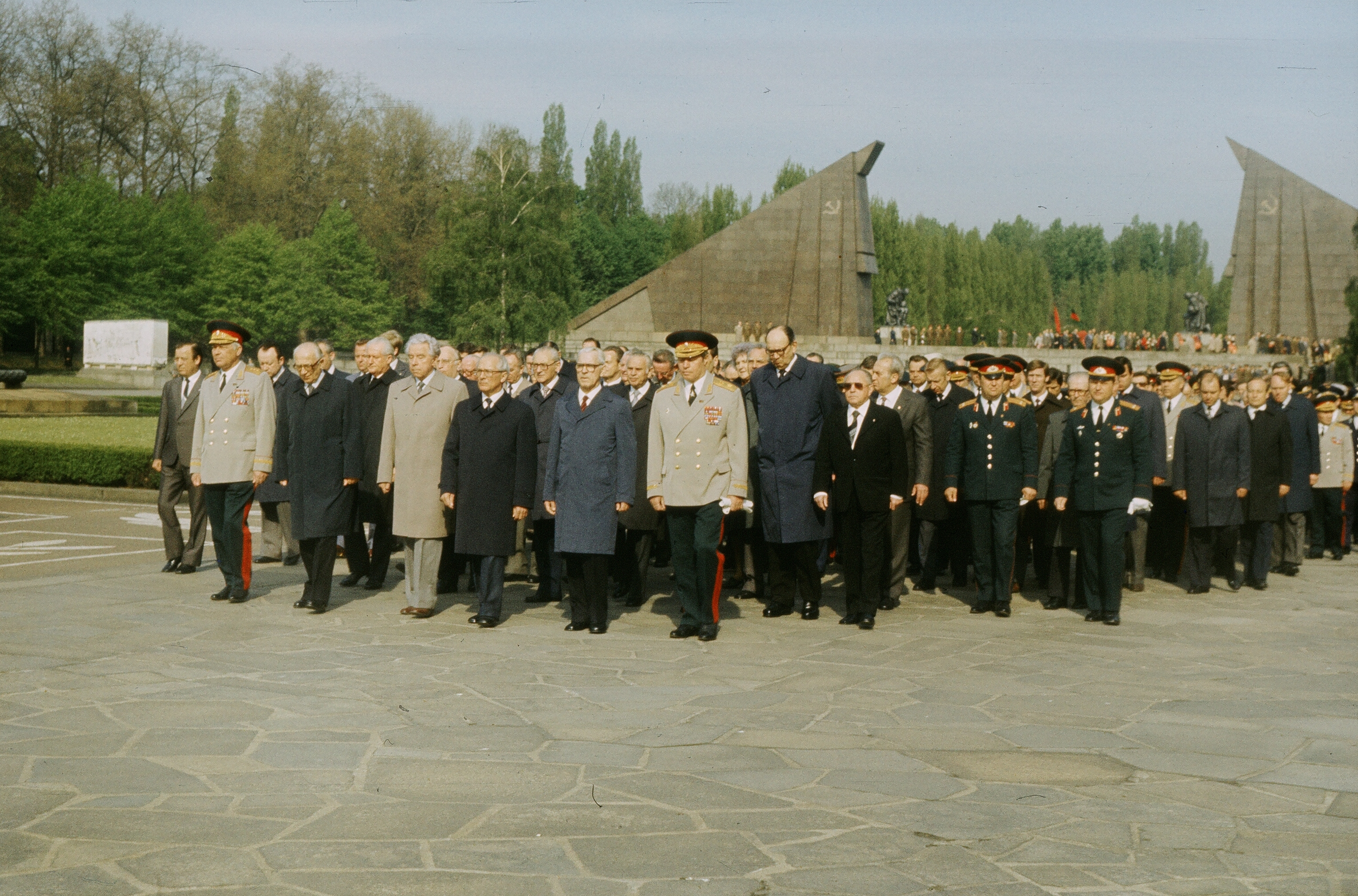
Берлин. Трептов-Парк. В. Штоф на возложении цветов к мемориалу советским воинам. 1982.

В 1976 году уступил председательство в Государственном совете Эриху Хонеккеру, вернувшись на пост главы правительства. Оставался председателем Совета министров ГДР до ноября 1989 года. Одновременно являлся заместителем председателя Госсовета.
Принимал заметное участие в налаживании отношений между ГДР и ФРГ. В 1967 году он направил письмо Курту Георгу Кизингеру с предложением установить межгосударственные связи. В марте 1970 года Штоф принимал в Эрфурте Вилли Брандта — встреча непредвиденно вылилась в стихийную демонстрацию тысяч жителей ГДР, приветствовавших канцлера ФРГ.

### Политико-идеологическая ориентация
На протяжении ряда лет Вилли Штоф считался «правой рукой» Эриха Хонеккера, главным проводником его политики. Наряду с Куртом Хагером, он занимал в руководстве СЕПГ наиболее ортодоксальную сталинистскую идеологическую позицию. При этом Штоф рассматривался как образец партийной строгости и военной дисциплины, получил прозвище Roter Preuße — «Красный пруссак».
Другой член высшего руководства ГДР, также приближённый Хонеккера — куратор экономической политики Гюнтер Миттаг — причислял Штофа к группе партийных ортодоксов, торпедировавших реформы и тем самым способствовавших крушению ГДР.

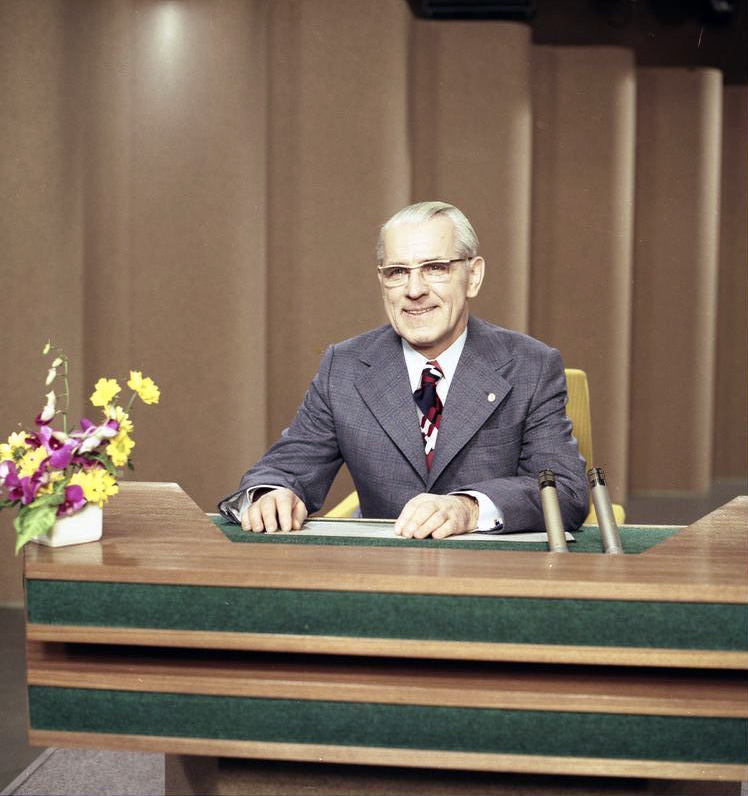
Вилли Штоф в рабочем кабинете

## «Так дальше не пойдёт»
В октябре 1989 года начались массовые выступления против режима СЕПГ. Для удержания власти партийная верхушка попыталась принести в жертву персонально Хонеккера. Именно Штоф произнёс на заседании руководства СЕПГ 18 октября 1989 года фразу: Erich, es geht nicht mehr. Du musst gehen — «Эрих, так дальше не пойдёт. Тебе пора уходить». Тем не менее, многолетнему члену Политбюро и главе правительства ГДР, олицетворявшему жёсткий курс, не удалось сохранить свои политические позиции.
7 ноября 1989 года правительство Вилли Штофа было отправлено в отставку. В выступлении перед Народной палатой Штоф признал за собой политическую ответственность за тотальный кризис в стране. Именно на него Хонеккер и Миттаг возлагали главную вину за происходящее (со стороны Хонеккера это выглядело ответом на действия Штофа 18 октября).
8 ноября 1989 года ушли в отставку все члены Политбюро ЦК СЕПГ, включая Вилли Штофа. 17 ноября 1989 года Штоф был выведен из состава Госсовета и сдал мандат депутата Народной палаты. 3 декабря решением ЦК СЕПГ исключён из партии.

## Судебные преследования

Трептов-парк. Вилли Штоф (3-й справа), Руководители ГДР, ГСВГ и Посольства СССР на возложении венков. Берлин 1982

8 декабря 1989 года прокуратура ГДР арестовала Вилли Штофа по подозрению в коррупции и использовании служебного положения в ущерб национальной экономике (речь шла об избыточных удобствах особняка в элитном посёлке Вандлиц, предоставленного Штофу как члену Политбюро, и охотничьих угодьях на озере Мюриц). Однако уже в феврале 1990 года 75-летний Штоф был освобождён по состоянию здоровья. При этом, тогда же у Штофа были конфискованы денежные средства в размере 200 тыс. восточногерманских марок, как полученные путём злоупотребления служебным положением. Штоф обратился за политическим убежищем в СССР, рассчитывая, подобно Хонеккеру, перебраться в Москву, но руководство КПСС проигнорировало эту просьбу.
Уже после объединения Германии, в мае 1991 года Вилли Штоф был привлечён к ответственности за убийства беглецов из ГДР у Берлинской стены и подавление народных волнений 17 июня 1953 года — как член политбюро ЦК СЕПГ он участвовал в принятии соответствующих решений. Перед судом предстали Эрих Хонеккер, Вилли Штоф, Эрих Мильке, Хайнц Кесслер, Фриц Штрелец, Ханс Альбрехт. Слушание дела началось в ноябре 1992 года, но в июне 1993 года процесс в отношении Хонеккера, Мильке и Штофа был приостановлен с учётом возраста и состояния здоровья обвиняемых.
10 октября 1994 года административный суд Берлина отклонил иск Штофа о возврате ему 200 тыс. марок и утвердил их конфискацию.
Последние годы Вилли Штоф прожил как частное лицо, избегая публичности. Умер в Берлине, похоронен в городе Вильдау.

## Основные награды
- Герой ГДР (1984);
- трижды Герой Труда ГДР (1955, 1964, 1979)[5];
- Орден Карла Маркса (четыре награды: в 1969, 1974, 1984, 1989 годах);
- Орден Ленина (СССР) (1984 год);
- 2 ордена Октябрьской Революции (06.07.1979; 07.07.1989);
- Орден «За заслуги перед Отечеством» в золоте (1954 год);
- Почётная пряжка к ордену «За заслуги перед Отечеством» в золоте (1965 год);
- Орден «Знамя труда» (1964 год);
- Медаль «За борьбу против фашизма в 1933—1945 годах» (1958 год)

## Воинские звания
- Генерал-полковник — 7 октября 1955 года;
- Генерал армии — 7 октября 1959 года.